# 14040 Andrejka
14040 Andrejka eller 1995 QD2 är en asteroid i huvudbältet som upptäcktes den 23 augusti 1995 av de båda slovakiska astronomerna Adrián Galád och Alexander Pravda vid Modra-observatoriet. Den är uppkallad efter Andrea Galádová, fru till en av upptäckarna.
Asteroiden har en diameter på ungefär 2 kilometer.